# Liste de films LGBT au Royaume-Uni
 (juillet 2018).
Si vous disposez d'ouvrages ou d'articles de référence ou si vous connaissez des sites web de qualité traitant du thème abordé ici, merci de compléter l'article en donnant les références utiles à sa vérifiabilité et en les liant à la section « Notes et références ».
La liste de films LGBT au Royaume-Uni est une liste de films (longs, courts et moyens métrages) et téléfilms où les thèmes des minorités sexuelles et de genres sont présents et ou évoqués explicitement ou implicitement par des films produit au Royaume-Uni.

Tous les films, cités ci-dessous, dans leur article, mentionnent explicitement et sourcé la thématique LGBT.

## Notice
- (1) Titre : titre sortie France ; TQ : titre Québec ; TB : titre belge.
- (2) Support : film (long métrage, court métrage, moyen métrage) ; film documentaire ; et éventuellement : série TV ; mini-série et téléfilms (si liés aux films et à leur⋅s auteur⋅trice⋅s ici présent).
- (3) réalisateur ou réalisatrice :
  - (*) Réalisateur⋅trice dont l'œuvre est marquée par les thèmes LGBT
- (4) Catégorie-thème LGBT :
  - H = Le film est marqué dans le Portail:LGBT ; T = dans le Portail:transidentité. La thématique LGBT est une des thématiques principales.
  - (LGBT) ou par exemple : (Royaume-Uni) = film inclus dans la catégorie « LGBT au cinéma au Royaume-Uni » ; etc. ; La thématique LGBT est abordée dans l'œuvre.
  - thème LGBT : (voir la boîte déroulante : LGBT au cinéma)
  - (thèmes connexes) = (voir la boite déroulante : catégorie "LGBT au cinéma" et lié aux LGBT au cinéma)
- (5) personnage(s) :
  - P = un personnage principal est LGBT (.précision complémentaire) ; En gras, les personnages principaux.
    - précision complémentaire ; ceux-ci sont : lesbien, gay, bisexuel.le, transgenre, queer, intersexe…

  - S = un personnage secondaire est LGBT, (mentionné de façon explicitement sourcer - .précision complémentaire)
- (6) Source : cette case doit être complété pour justifier la mention de cette œuvre dans cette page.
  - fr.wp se référer à la page du film ;
  - dans le cas contraire lien externe vers des éléments de source.

## Liste
| Titre (1) | Support (2)                      | Autre(s) origine(s)                    | Année | réalisateur⋅trice & commentaire (3)                                                     | Catégorie-thème LGBT (4) | personnage(s) (5) | Source (6)                   |
| --- | -------------------------------- | -------------------------------------- | ----- | --------------------------------------------------------------------------------------- | --- | --- | ---------------------------- |
| Billy Elliot | film                             |                                        | 2000  | Stephen Daldry                                                                          | stéréotypes de genre et d'orientation de genre | S.g. - Billy Elliot (hétérosexuel) (Jamie Bell) - camarade faisant des avances à Billy Elliot (gay)[réf. souhaitée] | (cf. fr.wp)[réf. souhaitée]  |
| Breakfast on Pluto                                                                                                  | film                             | Irlande                                | 2005  | Neil Jordan                                                                             | T (Irlande) prostitution trans | P.transidentité. - Patrick Brady alias « Kitten » (queer, femme trans) - Billy Hatchet[réf. souhaitée] | (cf. fr.wp)                  |
| Cracks | film                             | Irlande                                | 2009  | Jordan Scott                                                                            | (Irlande Royaume-Uni) relation LGBTI+ maître-élève ; adolescence | P.l. - Miss G (attirance lesbienne) - Di (attirance lesbienne)[réf. souhaitée] - Fiamma (relation lesbienne non consentante[réf. souhaitée] | ,                            |
| Good Morning England                                                                                                | film                             |                                        | 2009  | Richard Curtis                                                                          | | P.l. - Félicity (lesbienne) | (cf. fr.wp)                  |
| La Nuit des rois (Twelfth Night: Or What You Will)                                                                  | film                             | États-Unis Irlande                     | 1996  | Trevor Nunn                                                                             | H | P.travestissement. - Viola/Cesario (travestissement utilitaire) | (cf. fr.wp)                  |
| Bridget Jones : L'Âge de raison (Bridget Jones: The Edge of Reason)                                                 | film                             | France Allemagne Irlande États-Unis    | 2004  | Beeban Kidron                                                                           | (Royaume-Uni États-Unis France) | S.g.l. - Rebecca (lesbienne) - Tom (gay)[réf. souhaitée] | (cf. fr.wp)                  |
| Gosford Park (TQ : Un week-end à Gosford Park)                                                                      | film                             | États-Unis Allemagne Italie            | 2001  | Robert Altman                                                                           | | | [réf. souhaitée]             |
| Tan Lines (it) | film                             | Australie                              | 2006  | Johnny Williams Ed Aldridge                                                             | découverte et acceptation de son homosexualité ; dissimulation de son homosexualité | P.g. - Midget Hollow (gay) - Cass (gay) | [ 5 ]                        |
| Tick Tock Lullaby                                                                                                   | film                             |                                        | 2007  | Lisa Gornick                                                                            | Royaume-Uni[réf. souhaitée] | Lesbianisme[réf. souhaitée] |                              |
| Waiting for the Moon                                                                                                |                                  | France États-Unis Allemagne de l'Ouest | 1987  |                                                                                         | | |                              |
| La Croisade maudite (Gates to Paradise)                                                                             | film                             | Yougoslavie Pologne                    | 1968  | Andrzej Wajda (dir.)                                                                    | (Pologne) | | [réf. souhaitée]             |
| Créatures célestes (Heavenly Creatures)                                                                             | film                             | Allemagne Nouvelle-Zélande             | 1994  | Peter Jackson                                                                           | H (Nouvelle-Zélande Allemagne) basé sur des faits réel - personnages LGBT criminel - discrimination envers les LGBT                                                                    | P.l. - Pauline Parker (éveil à une amitié lesbienne ; relation hétérosexuel) - Juliet Hulme (éveil à une amitié lesbienne) | (cf. fr.wp)                  |
| The Crying Game | film                             | Irlande Japon                          | 1992  | Neil Jordan                                                                             | T[réf. souhaitée] | Transidentité[réf. souhaitée] | [ 6 ]                        |
| Love Is the Devil                                                                                                   | film                             | France Japon                           | 1998  | John Maybury                                                                            | biographie ; LGBTI+ et la drogue et la violence | P.g. - Francis Bacon (peintre) - George Dyer | [réf. souhaitée],            |
| Oscar Wilde (Wilde)                                                                                                 | film                             | Allemagne Japon                        | 1997  | Brian Gilbert                                                                           | H (Royaume-Uni) biographique - coming-out--publicité de son homosexualité - discrimination et criminalisation de l’homosexualité                                                       | P.g.b-m. S.g. - Oscar Wilde (gay, bisexuel) (Stephen Fry) - Robbie Ross (gay) - Lord Alfred "Bosie" Douglas (gay) (Jude Law) | (cf. fr.wp)                  |
| B. Monkey | film                             | Italie États-Unis                      | 1998  | Michael Radford                                                                         | | S.g.[réf. souhaitée] | (cf. en.wp)[réf. souhaitée]  |
| Butley (film) (en)                                                                                                  | film                             | Canada États-Unis                      | 1974  | Harold Pinter (dir.)                                                                    | H | bisexualité |                              |
| Paragraphe 175 | film documentaire                | Allemagne États-Unis                   | 2000  | Rob Epstein (*) Jeffrey Friedman (*)                                                    | H (Allemagne États-Unis) persécution sous le IIIe Reich - documentaire | P.g.l. - Karl Gorath, Albrecht Becker et Pierre Seel (gay) - Gad Beck et Annette Eick (lesbienne) - autre personnalités (l.g.b.) | (cf. fr.wp)                  |
| Stage Beauty (TQ : Belle de scène)                                                                                  | film                             | Allemagne États-Unis                   | 2004  | Richard Eyre                                                                            | | P.g.b-m.travestissement. - Ned Kynaston (gay, acteur de théâtre travesti, bisexuel[réf. souhaitée]) | (cf. fr.wp)                  |
| Une vie normale (Hollow Reed)                                                                                       | film                             | Allemagne Espagne                      | 1996  | Angela Pope                                                                             | H (Royaume-Uni) coming-out - Film traitant de l’acceptation et de la découverte de son homosexualité - homoparentalité[réf. souhaitée]                                                 | P.g. S.g. - Martin Wyatt (gay, précédemment marier hétérosexuel) - Tom Dixon (couple gay) | (cf. fr.wp)                  |
| Rag Tag | film                             | Niger                                  | 2006  | Adaora Nwandu                                                                           | H (Royaume-Uni Niger) Film traitant de l’acceptation et de la découverte de son homosexualité - Film traitant des LGBT et autres minorités                                             | P.g.b-m. - Rag (gay) - Tag (gay, bisexuel) | (cf. fr.wp)[réf. souhaitée]  |
| Bent | film                             | Japon                                  | 1997  | Sean Mathias                                                                            | H (Royaume-Uni) Persécution sous le IIIe Reich | P.g. S.g. - Max et Rudy, Horst (gay) - un SA (gay) | (cf. fr.wp),                 |
| Furyo (Senjō no Merry Christmas (戦場のメリークリスマス, Senjō no merī kurisumasu)) (Merry Christmas, Mr. Lawrence) | film                             | Japon Nouvelle-Zélande                 | 1983  | Nagisa Ōshima                                                                           | H (Japon) basé sur des récits autobiographiques LGBT[réf. souhaitée] récit tragique sur les LGBT ; LGBT dans l’armée ; LGBTI+ criminel ; stéréotypes et discriminations sur les LGBTI+ | P.g. S.g. - major Jack Celliers (David Bowie) (relation ambiguë, gay) - le capitaine Yonoi (Ryūichi Sakamoto) (relation ambiguë, gay) - garde Coréen (viol sur jeune prisonnier Hollandais ou relation gay) - prisonnier Hollandais (relation gay suggérée avec son geôlier) | (cf. fr.wp)                  |
| Un thé au Sahara (The Sheltering Sky)                                                                               | film                             | Italie                                 | 1990  | Bernardo Bertolucci                                                                     | | | [réf. souhaitée]             |
| Borstal Boy (film)                                                                                                  | film                             | Irlande                                | 2000  | Peter Sheridan                                                                          | H ; coming-out | |                              |
| A Man of No Importance (en)                                                                                         | film                             | Irlande                                | 1994  | Suri Krishnamma                                                                         | placard[réf. souhaitée] | P.g.b. | (cf. en.wp)                  |
| ADHURA (incomplete),                                                                                                |                                  | Inde                                   | 1995  | Ashish Balram Nagpal                                                                    | | |                              |
| I Can't Think Straight                                                                                              | film                             | Royaume-Uni                            | 2007  | Shamim Sarif                                                                            | (Royaume-Uni) LGBTI+ et autres minorités ; découverte de son homosexualité ; dissimulation des son homosexualité                                                                       | P.l. - Tala (lesbienne, mariage hétérosexuelle) - Leyla (lesbienne) | (cf. en.wp)                  |
| Yours Emotionally                                                                                                   | film                             | Inde                                   | 2006  | Sridhar Rangayan                                                                        | | |                              |
| Cut Sleeve Boys | film                             | Royaume-Uni                            | 2007  | Ray Yeung                                                                               | H T (Hong-Kong Royaume-Uni) | P.g. S.g. - Mel (gay) - Ash (gay) - Ross (gay, attirance pour les travestis) - Todd (gay) | (cf. fr.wp)[réf. souhaitée], |
| Appelez-moi Kubrick (Colour Me Kubrick)                                                                             | film                             | France                                 | 2005  | Brian W. Cook                                                                           | basée sur des faits réels | P.g. S.g. - Alan Conway (gay) (John Malkovich) - jeune designer et autre hommes abusé (relation gay) | [ 17 ]                       |
| American Buffalo | film                             | États-Unis                             | 1996  | Michael Corrente                                                                        | | | [réf. souhaitée]             |
| I Shot Andy Warhol                                                                                                  | film                             | États-Unis                             | 1996  | Mary Harron                                                                             | à partir de personnage réel | lesbien[réf. souhaitée] S.g. - Andy Warhol (gay) | [réf. souhaitée]             |
| Kinky Boots (TQ : Drôles de bottes)                                                                                 | film                             | États-Unis                             | 2005  | Julian Jarrold (dir.)                                                                   | T | P.q. transidentité[réf. souhaitée] - Lola (drag-queen) | (cf. fr.wp)                  |
| La Soif du vampire (Lust for a Vampire) (TB : Jeunes vierges pour un vampire)                                       | film                             | États-Unis                             | 1971  | Jimmy Sangster                                                                          | (Royaume-Uni) vampire - adolescent[réf. souhaitée] | P.l.b-f.[réf. souhaitée] - Mircalla (lesbienne)[réf. souhaitée] | [réf. souhaitée]             |
| The Rainbow (en) | film                             | États-Unis                             | 1989  | Ken Russell (dir.)                                                                      | H | lesbien bisexualité |                              |
| Lucy Thane (en) (She's Real, Worse Than Queer)                                                                      | film documentaire                | États-Unis                             | 1997  |                                                                                         | | |                              |
| Sister My Sister | film                             | États-Unis                             | 1995  | Nancy Meckler                                                                           | (Royaume-Uni)[réf. souhaitée] | lesbien[réf. souhaitée] |                              |
| Skyfall | film                             | États-Unis                             | 2012  | Sam Mendes                                                                              | | | [réf. souhaitée]             |
| Wild Side | film                             | États-Unis                             | 1995  | Donald Cammell                                                                          | (Royaume-Uni États-Unis) (prostitution) | P.l.b-f. - Alex (lesbienne, bisexuelle) - Virginia (bisexuelle) | (cf. fr.wp)[réf. souhaitée]  |
| Little Ashes | film                             | Espagne                                | 2008  | Paul Morrison                                                                           | (Royaume-Uni) inspiré de personnage réel[réf. souhaitée] | P.g.b-m. - Salvador Dalí (bisexualité[réf. souhaitée]) (Robert Pattinson) - Federico García Lorca (gay[réf. souhaitée]) | (cf. fr.wp)                  |
| Amour et mort à Long Island (Love and Death on Long Island)                                                         | film                             | Canada                                 | 1997  | Richard Kwietniowski                                                                    | H (Canada) (Royaume-Uni) | P.g.b-m. - Giles De'Ath (bisexuel[réf. souhaitée]) | (cf. fr.wp)                  |
| The Hanging Garden                                                                                                  | film                             | Canada                                 | 1997  | Thom Fitzgerald                                                                         | H | |                              |
| No Night Is Too Long (en)                                                                                           | téléfilm                         | Canada                                 | 2002  | Tom Shankland (dir.)                                                                    | (TV) | Gay |                              |
| Nous étions libres (TQ : La tête dans les nuages)(Head in the Clouds)                                               | film                             | Canada                                 | 2004  | John Duigan                                                                             | H (Canada Royaume-Uni) triangle amoureux - personnage LGBT ayant un destin tragique[réf. souhaitée]                                                                                    | P.l.b-f. - Gilda Bessé (bisexuel) - Mia (lesbienne) | (cf. fr.wp)                  |
| Shame | film                             | Australie                              | 2011  | Steve McQueen                                                                           | (LGBT au cinéma au Royaume-Uni) | P.b-m. S.b-f.l. - Brandon (rapport sexuel gay, bisexuel[réf. souhaitée]) - deux partenaires de Brandon (bisexuelle, lesbienne[réf. souhaitée]) | (cf. fr.wp)                  |
| Apartment Zero | film                             | Argentine                              | 1989  | Martin Donovan                                                                          | H[réf. souhaitée] | bisexualité[réf. souhaitée] | (cf. en.wp)                  |
| 4.3.2.1 | film                             |                                        | 2010  | Noel Clarke Mark Davis                                                                  | (Royaume-Uni)[réf. souhaitée] | lesbien[réf. souhaitée] | (cf. fr.wp)[réf. souhaitée]  |
| 9 Dead Gay Guys | film                             |                                        | 2002  | Lab Ky Mo                                                                               | LGBT | |                              |
| Achilles, (court métrage – The Best of Boys in Love)                                                                | film & court métrage d'animation |                                        | 1996  | Barry Purves                                                                            | H personnage LGBTI+ ayant une fin tragique | P.g. - Achille) et Patrocle (couple gay) | (cf. fr.wp)                  |
| Affinités (Affinity)                                                                                                | film                             |                                        | 2008  | Tim Fywell                                                                              | H (Royaume-Uni) | P.l. - Margaret (sentiment lesbien) | (cf. fr.wp)[réf. souhaitée]  |
| AKA | film                             |                                        | 2002  | Duncan Roy                                                                              | H (Royaume-Uni) (Prostitution masculine - inceste - autobiographique)[réf. souhaitée]                                                                                                  | gay[réf. souhaitée] | (cf. fr.wp)[réf. souhaitée]  |
| An Act of Valour (en)                                                                                               | court métrage                    |                                        | 2010  | Juha Leppäjärvi                                                                         | | P.g. |                              |
| aLFIE |                                  |                                        | 2001  |                                                                                         | | |                              |
| Amour et Conséquences (Scenes of a Sexual Nature)                                                                   | film                             |                                        | 2006  | Ed Blum                                                                                 | (Royaume-Uni) | | (cf. fr.wp)[réf. souhaitée]  |
| Andrew and Jeremy Get Married (en)                                                                                  | film documentaire                |                                        | 2004  | Don Boyd (prod.)                                                                        | H ; mariage ; documentaire | gay |                              |
| The Angelic Conversation                                                                                            | essai cinématographique          |                                        | 1985  | Derek Jarman                                                                            | H (Royaume-Uni) | P.g.[réf. souhaitée] - deux hommes (gay)[réf. souhaitée] | (cf. fr.wp)[réf. souhaitée]  |
| Another Country: Histoire d'une trahison                                                                            | film                             |                                        | 1984  | Marek Kanievska                                                                         | H (Royaume-Uni) inspiré de faits réels | P.g. S.g. - Guy Bennett (gay) - pensionnaire amant de Guy Bennett (gay) - autres pensionnaires[réf. souhaitée] (gay) | (cf. fr.wp),                 |
| An Awfully Big Adventure                                                                                            | film                             |                                        | 1995  | Mike Newell                                                                             | | | [réf. souhaitée]             |
| Le Bal des vampires (The fearless vampire killers or pardon me, your teeth are in my neck / Dance of the vampires)  | film                             |                                        | 1967  | Roman Polanski                                                                          | | S.g. (Herbert)[réf. souhaitée] | (cf. fr.wp)                  |
| Beautiful Thing | téléfilm sorti en salle          |                                        | 1996  | Hettie MacDonald                                                                        | H (Royaume-Uni) adolescents - coming-out - discrimination envers les LGBT - découverte et acception de son homosexualité                                                               | P.g. S.g. - Jamie (gay) - Ste (gay) - client du Gloucester (bar gay) | (cf. fr.wp)                  |
| Be Happy (Happy-Go-Lucky)                                                                                           | film                             |                                        | 2008  | Mike Leigh                                                                              | | | [réf. souhaitée]             |
| Between Two Women (en)                                                                                              | film                             |                                        | 2000  | Steven Woodcock                                                                         | | P.l. |                              |
| Blue | film                             |                                        | 1993  | Derek Jarman                                                                            | | | [réf. souhaitée]             |
| Boogie Woogie | film                             |                                        | 2009  | Duncan Ward                                                                             | (Royaume-Uni)[réf. souhaitée] | lesbien[réf. souhaitée] |                              |
| Du bout des doigts (Fingersmith)                                                                                    | mini-série                       |                                        | 2005  | Sarah Waters                                                                            | H (TV Royaume-Uni) découverte de son homosexualité | P.l. (Sue) | (cf. fr.wp)                  |
| Boyfriends | film                             |                                        | 1996  | Tom Hunsinger Neil Hunter                                                               | H (Royaume-Uni) VIH-SIDA | P.g. - Paul et Ben (couple gay) - Matt et Owen (couple gay) - Will et Adam (couple gay) - ancien amant de feu Mark (gay) | (cf. fr.wp)[réf. souhaitée]  |
| Buffering | film                             |                                        | 2011  |                                                                                         | | |                              |
| Butterfly Kiss (titre alternatif : Killer on the Road)                                                              | film                             |                                        | 1995  | Michael Winterbottom                                                                    | (Royaume-Uni) personnage LGBTI+ criminel ; LGBTI+ ayant une fin tragique | P.l. S.l. - Eunice (relation lesbienne) - Miriam (lesbienne) - Judith (lesbienne) | [ 24 ]                       |
| Caravaggio | film                             |                                        | 1986  | Derek Jarman avec Tilda Swinton                                                         | biographique - triangle amoureux | P.b-m. S.g - Caravage (trio, relation bisexuel, gay) - Rannuccio (triangle amoureux, relation gay) - autres personnages[réf. souhaitée] | (cf. fr.wp)[réf. souhaitée]  |
| Carrington | film                             |                                        | 1995  | Christopher Hampton                                                                     | H (Royaume-Uni) basé sur personnage réel | P.g. - Lytton Strachey (gay) (Jonathan Pryce) - Dora Carrington (androyne) (Emma Thompson) | (cf. fr.wp)                  |
| Des chambres et des couloirs (Bedrooms and Hallways)                                                                | film                             |                                        | 1998  | Rose Troche (*)                                                                         | (France) homophobie - découverte de son homosexualité | P.g.b-m. - Leo (gay, bisexuel)[réf. souhaitée] - Brendan (bisexuel)[réf. souhaitée] - Darren (gay, pansexuel)[réf. souhaitée] | (cf. fr.wp)                  |
| Chicken Tikka Masala                                                                                                |                                  |                                        | 2005  |                                                                                         | | |                              |
| Christopher et Heinz (Christopher and His Kind)                                                                     | téléfilm                         |                                        | 2011  | Geoffrey Sax (réalisé) écrit par Kevin Elyot                                            | basé sur une autobiographie - LGBT sous le IIIe Reich | P.g.b-m. S.g.b-m. - Christopher Isherwood (gay)[réf. souhaitée] (Matt Smith) - W. H. Auden (gay)[réf. souhaitée] - Heinz (gay, bisexuel)[réf. souhaitée] | (cf. fr.wp)                  |
| Chronique d'un scandale (Notes on a Scandal)                                                                        | film                             |                                        | 2006  | Richard Eyre                                                                            | recherche de l’amour ; | P.l.B-f. - Barbara Covett (amitié lesbienne non avoué[réf. souhaitée]) | (cf. fr.wp),                 |
| Clancy's Kitchen (cy)                                                                                               | film                             |                                        | 1996  | Duncan Roy (dir.)                                                                       | | P.b.[réf. souhaitée] | (cf. en.wp)                  |
| Clapham Junction | téléfilm                         |                                        | 2007  | Kevin Elyot                                                                             | mariage - homosexualité présenté de façon négative - homophobie | P.g. - plusieurs personnages (gay) | (cf. fr.wp)                  |
| Comme un garçon (Get Real)                                                                                          | film                             |                                        | 1998  | Simon Shore                                                                             | H (Royaume-Uni) adolescents - coming-out - accepttion de son homosexualité- placard | P.g. - Steven Carter (gay) - John Dixon (gay, dans le placard) - aventures des toilettes publiques du parc communal (gay) | (cf. fr.wp)                  |
| The Cost of Love (en)                                                                                               | film                             |                                        | 2011  | Carl Medland                                                                            | H | |                              |
| Cul-de-sac | film                             |                                        | 1966  | Roman Polanski                                                                          | H[réf. souhaitée] | travestissement[réf. souhaitée] | [réf. souhaitée]             |
| Cul-de-sac (film, 2010) (en)                                                                                        | film documentaire                |                                        | 2010  | Ramin Goudarzi Nejad Mahshad Torkan                                                     | H ; documentaire | lesbien |                              |
| Daphne | film                             |                                        | 2007  |                                                                                         | | |                              |
| Darling, ou Darling chérie                                                                                          | film                             |                                        | 1965  | John Schlesinger                                                                        | | S.g. (le photographe) | [ 29 ]                       |
| Délires d'amour (Enduring Love)                                                                                     | film                             |                                        | 2004  | Roger Michell                                                                           | | | [réf. souhaitée]             |
| Different for Girls                                                                                                 | film                             |                                        | 1996  | Richard Spence                                                                          | T (France Royaume-Uni) | P.transidentité.pansexuel. - Kim (Karl) Foyle (femme trans) - Paul Prentice (pansexuel) | (cf. fr.wp)[réf. souhaitée]  |
| Un dimanche comme les autres (Sunday, Bloody Sunday)                                                                | film                             |                                        | 1971  | John Schlesinger                                                                        | H (Royaume-Uni) | P.b-m. S.g. - Bob Elkin (bisexuel) - Daniel Hirsh (gay) | (cf. fr.wp)                  |
| Distant Voices, Still Lives                                                                                         | film                             |                                        | 1988  | Terence Davies                                                                          | | | [réf. souhaitée]             |
| Le Portrait de Dorian Gray (Dorian Gray)                                                                            | film                             |                                        | 2009  | Oliver Parker                                                                           | | gay[réf. souhaitée] |                              |
| Edward II | film                             |                                        | 1991  | Derek Jarman                                                                            | H (Royaume-Uni) (Teddy Award) à partir de personnage LGBT ayant existé | P.g. - Édouard II d’Angleterre (relation gay, bisexuel[réf. souhaitée]) - Pierre Gaveston (relation gay) | (cf. fr.wp)                  |
| An Englishman Abroad (en)                                                                                           | téléfilm                         |                                        | 1983  | John Schlesinger                                                                        | H (TV) | |                              |
| An Englishman in New York                                                                                           | film                             |                                        | 2009  | Richard Laxton                                                                          | H (Royaume-Uni) biographique[réf. souhaitée] | P.g.[réf. souhaitée] - Quentin Crisp (gay)[réf. souhaitée] | (cf. fr.wp)                  |
| L'Envol de Gabrielle (en) (Great Moments in Aviation)                                                               | téléfilm                         |                                        | 1993  | Beeban Kidron                                                                           | H | lesbien[réf. souhaitée] | (cf. en.wp)                  |
| FIT | film                             |                                        | 2010  |                                                                                         | | |                              |
| Forgive and Forget (en)                                                                                             | film                             |                                        | 2000  | Aisling Walsh (dir.)                                                                    | H | |                              |
| Framed Youth: The Revenge of the Teenage Perverts (en)                                                              | film documentaire                |                                        | 1982  | Trill Burton Jeff Cole Rose Collis Nicola Field Toby Kettle Pom Martin Jimmy Somerville | H (documentaire[réf. souhaitée]) | | (cf. en.wp)                  |
| Le Frère, la Sœur et l'Autre (Entertaining Mr. Sloane)                                                              | film                             |                                        | 1970  | Douglas Hickox (dir.)                                                                   | H | bisexualité |                              |
| The Fruit Machine (en) (T.-États-Unis : Wonderland)                                                                 | film                             |                                        | 1988  | Philip Saville (dir.)                                                                   | | P.g.[réf. souhaitée] | (cf. en.wp)                  |
| The Full Monty (TQ : Le Grand Jeu)                                                                                  | film                             |                                        | 1997  | Peter Cattaneo                                                                          | découverte de son homosexualité | P.g. - Lomper et Guy (relation gay, découverte de son homosexualité) | [ 30 ]                       |
| The Garden | film expérimental                |                                        | 1990  | Derek Jarman                                                                            | discrimination envers les personnes LGBT - mariage (VIH-SIDA) | P.g. - Deux amants (gay)[réf. souhaitée] | (cf. fr.wp)                  |
| Un goût de miel (A Taste of Honey)                                                                                  | film                             |                                        | 1961  | Tony Richardson                                                                         | H (Royaume-Uni) | S.g. - Geoffrey (gay) | (cf. fr.wp)                  |
| Greek Pete |                                  |                                        | 2009  |                                                                                         | | |                              |
| The Grotesque (film) (en) (aussi connu sous le titre Grave Indiscretion et Gentlemen Don't Eat Poets)               | film                             |                                        | 1995  | John-Paul Davidson (dir.)                                                               | H | bisexualité masculine |                              |
| Gypo (en) | film                             |                                        | 2005  | Jan Dunn                                                                                | H | lesbien bisexualité |                              |
| L'Habilleur (The Dresser)                                                                                           | film                             |                                        | 1983  | Peter Yates                                                                             | | | [réf. souhaitée]             |
| The History Boys (History Boys) ou (Wild Generation)                                                                | film                             |                                        | 2006  | Nicholas Hytner                                                                         | adolescence - amour impossible - personnage LGBT ayant une fin tragique - découverte de son homosexualité                                                                              | P.g. - Hector (gay) - Posner (attirance gay) - Dakin (relation hétérosexuel, flirt gay, bisexuel) - Tom Irwin (flirt gay) | (cf. fr.wp)                  |
| if.... | film                             |                                        | 1968  | David Sherwin John Howlett                                                              | adolescent - découverte de son homosexualité[réf. souhaitée] | gay | (cf. fr.wp)[réf. souhaitée]  |
| Imagine Me and You                                                                                                  | film                             | États-Unis ; Allemagne                 | 2005  | Ol Parker                                                                               | H (Royaume-Uni) découverte de son homosexualité | P.l. - Luce (lesbienne) - Rachel (relation lesbienne, mariage hétérosexuel) | (cf. fr.wp)                  |
| Jackson: My Life... Your Fault (en)                                                                                 | film                             |                                        | 1996  | Duncan Roy                                                                              | H | gay |                              |
| Je t'aime, un peu, beaucoup... (Do I Love You?)                                                                     | film                             |                                        | 2002  | Lisa Gornick                                                                            | (Royaume-Uni)[réf. souhaitée] | lesbien[réf. souhaitée] |                              |
| Just Like a Woman (en)                                                                                              | film                             |                                        | 1992  | Christopher Monger                                                                      | H | |                              |
| KickOff | film                             |                                        | 2011  |                                                                                         | | |                              |
| Le Knack... et comment l'avoir (The Knack… and How to Get It)                                                       | film                             |                                        | 1965  | Richard Lester                                                                          | | | [réf. souhaitée]             |
| Lawrence d'Arabie (Lawrence of Arabia)                                                                              | film                             |                                        | 1962  | David Lean                                                                              | (masochisme)[réf. souhaitée] | P.g.[réf. souhaitée] - Thomas Edward Lawrence (gay probable)[réf. souhaitée] | (cf. fr.wp)[réf. souhaitée]  |
| The Leather Boys | film                             |                                        | 1964  | Sidney J. Furie                                                                         | H (Royaume-Uni) | P.g. (Reggie) | (cf. fr.wp)                  |
| Legend | film                             | France États-Unis                      | 2015  | Brian Helgeland                                                                         | | | [réf. souhaitée]             |
| Lesbian Vampire Killers                                                                                             | film                             |                                        | 2009  | Phil Claydon                                                                            | (Royaume-Uni) LGBT et vampire | P.l. - vampires (lesbienne) | (cf. fr.wp)                  |
| Like It Is (film) (en)                                                                                              | film                             |                                        | 1998  | Paul Oremland (dir.)                                                                    | H | gay |                              |
| The Long Day Closes (Une longue journée qui s'achève)                                                               | film                             |                                        | 1991  | Terence Davies                                                                          | | | [réf. souhaitée]             |
| Looking for Langston                                                                                                | moyen métrage                    |                                        | 1989  | Isaac Julien                                                                            | H (États-Unis) (Teddy Award) LGBT et autre minorité ethnique | P.g. S.g. - Langston Hughes : lui-même (film d'archives) (gay) - autre personnages[réf. souhaitée] | (cf. fr.wp)[réf. souhaitée]  |
| The Lost Language of Cranes (en)                                                                                    | téléfilm                         |                                        | 1991  | Nigel Finch (dir.)                                                                      | H | |                              |
| Madagascar Skin (en)                                                                                                | film                             |                                        | 1995  | Chris Newby (dir.)                                                                      | H | |                              |
| La Maison du diable (The Haunting)                                                                                  | film                             | États-Unis                             | 1963  | Robert Wise                                                                             | États-Unis | S. l. - Theodora 'Theo’ (lesbienne) | ,                            |
| Maurice | film                             |                                        | 1987  | James Ivory                                                                             | H (Royaume-Uni) réprétion de l’homosexualité - homosexualité dissimulée - acceptation de son homosexualité -adaptation d'un autobiographie[réf. souhaitée]                             | P.g. S.g. - Maurice Hall (gay) - Clive Durham (amour platonique pour Maurice, gay platonique) (Hugh Grant) - Risley (condamné pour homosexualité, gay) - Alec Scudder (gay) (Rupert Graves)                                                                                  | (cf. fr.wp)                  |
| Mr. Right (en) | film                             |                                        | 2009  | David et Jacqui Morris (dir.)                                                           | H | gay | [réf. souhaitée]             |
| My Beautiful Laundrette                                                                                             | film                             |                                        | 1985  | Stephen Frears                                                                          | H (Royaume-Uni) | P.g. (Omar et Johnny) | (cf. fr.wp)                  |
| My Brother the Devil                                                                                                | film                             |                                        | 2012  | Sally El Hosaini                                                                        | | | [réf. nécessaire]            |
| My Night with Reg (film) (en)                                                                                       | film                             |                                        | 1996  | Roger Michell (dir.)                                                                    | H ; VIH-SIDA | gay |                              |
| My Summer of Love                                                                                                   | film                             |                                        | 2004  | Paweł Pawlikowski                                                                       | H (Royaume-Uni) adolescents - découverte de son homosexualité | P.l. - Mona (lesbienne) - Tamsin (lesbienne) | (cf. fr.wp)                  |
| L'Homme que je suis (The Naked Civil Servant)                                                                       | téléfilm                         |                                        | 1975  | Jack Gold (dir.)                                                                        | H (TV Royaume-Uni) biographique sur les LGBT | P.g.q. - Quentin Crisp (queer, gay) | (cf. fr.wp)                  |
| Nighthawks (en) (Cités de la nuit)                                                                                  | film                             |                                        | 1978  | Ron Peck                                                                                | | gay[réf. souhaitée] | (cf. en.wp)[réf. souhaitée]  |
| Les Délices de Nina (Nina’s Heavenly Delights)                                                                      | film                             |                                        | 2006  | Pratibha Parmar                                                                         | H (Royaume-Uni) | P.l. S.q. - Nina Shah et Lisa (couple lesbien) - Bobbi (queer, drag queen) | (cf. fr.wp)                  |
| Oh Happy Day | film                             |                                        | 2007  |                                                                                         | | |                              |
| Oranges Are Not the Only Fruit (série) (en)                                                                         | série télévisée (3 épisodes)     |                                        | 1990  | Beeban Kidron                                                                           | H (TV) | lesbien |                              |
| Orlando | film                             |                                        | 1993  | Sally Potter                                                                            | T | P.transidentité. - Orlando (transidentité) | (cf. fr.wp)[réf. souhaitée]  |
| Oscar Wilde | film                             |                                        | 1960  | Gregory Ratoff                                                                          | biographie | P.g. (Oscar Wilde ; Lord Alfred) | (cf. fr.wp)                  |
| Over the Edge | film                             |                                        | 2011  |                                                                                         | | |                              |
| Peter’s Friends (TQ : Les amis de Peter)                                                                            | film                             |                                        | 1992  | Kenneth Branagh                                                                         | H (LGBT) coming out (VIH-SIDA)[réf. souhaitée] | P.g.[réf. souhaitée] - Peter Morton (gay)[réf. souhaitée] | (cf. fr.wp)[réf. souhaitée]  |
| Les Prédateurs (The Hunger)                                                                                         | film                             |                                        | 1983  | Tony Scott avec David Bowie                                                             | H (Royaume-Uni) | P.l.b-f. - Miriam Blaylock (bisexuelle) (Catherine Deneuve) - Sarah Roberts (lesbienne) (Susan Sarandon) | (cf. fr.wp)                  |
| Prick Up Your Ears                                                                                                  | film                             |                                        | 1986  | Stephen Frears                                                                          | H (Royaume-Uni) biographie - personnage LGBT ayant un destin tragique | P.g. - Joe Orton (gay) - Kenneth Halliwell (gay) | (cf. fr.wp)                  |
| Prêtre (Priest) | film                             |                                        | 1994  | Antonia Bird                                                                            | H (Royaume-Uni) religion homophobie - discrimination | P.g. S.g. - Greg Pilkington (gay) - Graham (gay) | (cf. fr.wp)                  |
| Pride (TQ : Pride : Une rencontre improbable)                                                                       | film                             |                                        | 2014  | Matthew Warchus                                                                         | H* (Royaume-Uni) coming-out Film sur les droits des LGBT - basé sur des faits réel (Queer Palm)                                                                                        | P.l.g.b. S.l.g.b-m. - Les militants londoniens LGBT - Joe le mineurs (gay, marié dans le placard fait son coming-out) | (cf. fr.wp)                  |
| Privates on Parade (en)                                                                                             | film                             |                                        | 1982  | Michael Blakemore (dir.)                                                                | H | gay |                              |
| Quatre mariages et un enterrement (4 weddings and a funeral)                                                        | film                             |                                        | 1994  | Mike Newell                                                                             | | S.g.b-m. - Gareth (en couple gay) - Matthew (en couple gay, séduction bisexuelle) | (cf. fr.wp)                  |
| La Rage de vivre (Indian Summer)                                                                                    | film                             |                                        | 1996  | Nancy Meckler (dir.)                                                                    | (Royaume-Uni) VIH-SIDA - destin tragique | P.g. S.g. - Tonio (gay) - Jack (gay) - Ramon (gay) | (cf. fr.wp)                  |
| Reach for Glory (en)                                                                                                | film                             |                                        | 1956  | Philip Leacock                                                                          | | |                              |
| Release (en) | film                             |                                        | 2010  | Darren Flaxstone Christian Martin                                                       | | |                              |
| Retour à Brideshead (Brideshead Revisited)                                                                          | film                             |                                        | 2008  | Julian Jarrold                                                                          | personnage LGBT ayant un destin tragique - contexte où l'homosexualité est non avouable                                                                                                | S.g. - Lord Sebastian Flyte (gay) | (cf. fr.wp)                  |
| Du sang sur la Tamise (The Long Good Friday)                                                                        | film                             |                                        | 1980  | John Mackenzie                                                                          | | P.g. S.g. - homme élégant porteur de mallette (attirance gay[réf. souhaitée]) - jeune lad (attirance gay[réf. souhaitée]) - un jeune irlandais (séducteur gay)[réf. souhaitée]                                                                                               | (cf. fr.wp)[réf. souhaitée]  |
| Sea Without Shore                                                                                                   | film                             |                                        | 2015  | André Semenza Fernanda Lippi                                                            | (Royaume-Uni)[réf. souhaitée] | lesbien[réf. souhaitée] |                              |
| Sebastiane | film                             |                                        | 1976  | Derek Jarman                                                                            | H (Royaume-Uni) récit tragique d'un personnage historique - religion - homoérotisme | P.g. S.g. - Sévère, Justin (gay) - empereur, giton de l'empereur, soldats en garnisons ; Adrien et Antoine (gay) | (cf. fr.wp)                  |
| Le journal secret d'Anne Lister (The Secret Diaries of Miss Anne Lister)                                            | téléfilm                         |                                        | 2010  | James Kent Anne Lister                                                                  | H (Royaume-Uni TV) biographique - acceptation de son homosexualité | P.l. - Anne Lister(lesbienne) - Mariana Belcombe (lesbienne puis marié à un veuf) (Anna Madeley) - Mademoiselle Brown (amie proche) - Ann Walker (amitié proche) | (cf. fr.wp)                  |
| Secret Places (en)                                                                                                  | film                             |                                        | 1984  | Zelda Barron (dir.)                                                                     | H | |                              |
| Seeing Heaven |                                  |                                        | 2010  |                                                                                         | | |                              |
| The Servant | film                             |                                        | 1963  | Joseph Losey                                                                            | (Domesticité au cinéma) | P.g.b-m. - Tony (relation équivoque gay, hétérosexuel) - Barrett (relation équivoque gay, hétérosexuel) | (cf. fr.wp)                  |
| Seule la Terre (God's Own Country)                                                                                  | film                             |                                        | 2017  | Francis Lee                                                                             | H (Royaume-Uni) | P.g. S.g. - Johnny Saxby (gay) - jeunes hommes inconnus (relation gay) - Gheorghe Ionescu (gay) | (cf. fr.wp)                  |
| Shank | film                             |                                        | 2009  | Simon Pearce                                                                            | H (Royaume-Uni) dissimulation de son homosexualité ; personnage LGBTI+ criminel ; crime et discrimination envers les LGBTI+ ; acceptation de son homosexualité ; viol homosexuel       | P.g.b-m. - Cal (gay dans le placard, relation hétérosexuelle) - Scott et son mari (gay) - Jonno (attirance et viol gay) - Olivier (gay) | (cf. fr.wp)[réf. souhaitée]  |
| Sleep with Me | film                             |                                        | 2009  |                                                                                         | | |                              |
| The Smashing Bird I Used to Know (en)                                                                               | film                             |                                        | 1969  | Robert Hartford-Davis (dir.)                                                            | H | lesbien |                              |
| Something for Everyone (en)                                                                                         | film                             |                                        | 1970  | Harold Prince (dir.)                                                                    | H | |                              |
| Le Jardinier espagnol (The Spanish Gardener)                                                                        | film                             |                                        | 1957  | Philip Leacock (dir.)                                                                   | | P.g. - Nicholas Brande et José (amitié gay) | [réf. souhaitée]             |
| Stiff Upper Lips (en)                                                                                               | film                             |                                        | 1998  | Gary Sinyor (dir.)                                                                      | H | |                              |
| Stonewall | film                             |                                        | 1995  | Nigel Finch (en)                                                                        | à partir de fait réel | homosexualité ; transidentité[réf. souhaitée] | [ 44 ]                       |
| Strip Jack Naked (Nighthawks II)                                                                                    | film                             |                                        | 1991  |                                                                                         | | |                              |
| Surveillance (Surveillance 24/7)                                                                                    | film                             |                                        | 2007  | Paul Oremland                                                                           | H (États-Unis) | P.g. - Adam (gay) - un membre de la famille Royale (gay) | (cf. fr.wp)                  |
| La Symphonie pathétique (The Music Lovers)                                                                          | film                             |                                        | 1970  | Ken Russell                                                                             | H (Royaume-Uni) biographique[réf. souhaitée] | P.g. (Tchaïkovski) | (cf. fr.wp)                  |
| Telstar: The Joe Meek Story                                                                                         | film                             |                                        | 2008  | Nick Moran                                                                              | | | [réf. souhaitée]             |
| Thin Ice | film                             |                                        | 1994  |                                                                                         | | |                              |
| Tipping the Velvet                                                                                                  | mini-série télé                  |                                        | 2002  | Geoffrey Sax (dir.)                                                                     | H LGBT (TV) (Royaume-Uni (TV) | P.l. - Nancy « Nan » Astley (lesbienne) - Kitty Butler (lesbienne)[réf. souhaitée] | (cf. fr.wp)                  |
| To Die For (film, 1994)                                                                                             | film                             |                                        | 1994  | Peter Mackenzie Litten (dir.)                                                           | H | |                              |
| Les Procès d'Oscar Wilde (The Trials of Oscar Wilde ou The Man with the Green Carnation and The Green Carnation)    | film                             |                                        | 1960  | Ken Hughes                                                                              | H biographique | P.g. - Oscar Wilde (gay) | (cf. fr.wp)[réf. souhaitée]  |
| Two of Us (en) | téléfilm                         |                                        | 1987  | Roger Tonge (dir.)                                                                      | H (TV) | |                              |
| Vampire Diary | film                             |                                        | 2007  | Phil O'Shea (en)                                                                        | (Royaume-Uni)[réf. souhaitée] | lesbien[réf. souhaitée] |                              |
| Les Passions des vampires (The Vampire Lovers)                                                                      | film                             |                                        | 1970  | Roy Ward Baker                                                                          | (Royaume-Uni) | P.l. (Carmilla et Emma ; Mademoiselle Perrodot) | (cf. fr.wp)                  |
| Vampyres | film                             |                                        | 1974  | José Ramón Larraz                                                                       | (Royaume-Uni) vampire LGBT | P.l. (2 femmes vampires) | (cf. fr.wp)[réf. souhaitée]  |
| La Victime (Victim)                                                                                                 | film                             |                                        | 1961  | Basil Dearden                                                                           | H (Royaume-Uni) | P.g. (Melville Farr ; Jack "Boy" Barrett) | (cf. fr.wp)                  |
| Salaud | film                             |                                        | 1971  | Michael Tuchner                                                                         | personnage LGBT criminel | P.g. (Vic Daskin et son jeune amant) | (cf. en.wp)[réf. souhaitée]  |
| The Viva Voce Virus                                                                                                 |                                  |                                        | 2007  |                                                                                         | | |                              |
| We Are Fine | court métrage                    |                                        | 2014  | Simon Savory                                                                            | | | [réf. souhaitée]             |
| Week-end (Weekend)                                                                                                  | film                             |                                        | 2011  | Andrew Haigh                                                                            | H (Royaume-Uni) | P.g. (Russell et Glen) | (cf. fr.wp)                  |
| We Think the World of You                                                                                           | film                             |                                        | 1988  | Colin Gregg                                                                             | | | [réf. souhaitée]             |
| When I'm 64 | film                             |                                        | 2004  |                                                                                         | | |                              |
| When Steptoe Met Son                                                                                                |                                  |                                        | 2002  |                                                                                         | | |                              |
| Were the World Mine, 2002                                                                                           | film[réf. souhaitée]             |                                        | 2002  | Tom Gustafson[réf. souhaitée]                                                           | | |                              |
| Wild Flowers (film, 1989)                                                                                           | film                             |                                        | 1989  |                                                                                         | | |                              |
| Wilde | film                             |                                        | 1997  |                                                                                         | | |                              |
| Wittgenstein | film                             |                                        | 1993  | Derek Jarman                                                                            | (Teddy Award[réf. souhaitée]) | |                              |
| The Wolves of Kromer (en)                                                                                           | film                             |                                        | 1999  | Clare Erasmus                                                                           | H ; homophobie[réf. souhaitée] | P.g. S.g. | (cf. en.wp)                  |
| Women in Love | film                             |                                        | 1969  |                                                                                         | | |                              |
| Young Soul Rebels (en)                                                                                              | film                             |                                        | 1991  | Isaac Julien                                                                            | préjugé et stéréotype envers les LGBTI+ | P.g. - Caz et Chriz (l'un gay)[réf. souhaitée] | [ 45 ]                       |
| Le Zombie venu d'ailleurs (Prey)                                                                                    | film                             |                                        | 1978  | Norman J. Warren                                                                        | H T[réf. souhaitée] (Royaume-Uni) | P.l. travestissement[réf. souhaitée] - Jessica et Joséphine (couple lesbien) | (cf. fr.wp)[réf. souhaitée]  |
| Prête à tout (To die for) de Gus Van Sant                                                                           | film                             | États-Unis                             | 1995  | Gus Van Sant                                                                            | | | [réf. souhaitée]             |
| The Pillow Book | film                             | France Pays-Bas Luxembourg             | 1996  | Peter Greenaway                                                                         | | P.b-m. - père de Nagiko (doit répondre aux avances sexuelles de Yaji-san) - Yaji-san (gay[réf. souhaitée] - Jérôme (bisexuel) | (cf. fr.wp)                  |
| Wonder Boys | film                             | États-Unis Allemagne Japon             | 2000  | Curtis Hanson                                                                           | | | [réf. souhaitée]             |
| Innocents: The Dreamers (The Dreamers)                                                                              | film                             | États-Unis France Italie               | 2003  | Bernardo Bertolucci                                                                     | triangle amoureux - découverte de son identité sexuelle[réf. souhaitée] | P.b-m. - Matthew (trio) Michael Pitt - Isabelle (trio) Eva Green - Théo (trio) Louis Garrel | (cf. fr.wp)[réf. souhaitée]  |
| The Celluloid Closet (TQ : L'Œil ouvert)                                                                            | film documentaire                | France Allemagne États-Unis            | 1995  | Rob Epstein (*) Jeffrey Friedman (*)                                                    | H (États-Unis) documentaire (Teddy Award) | lesbien, gay | (cf. fr.wp)                  |
| Antonia et ses filles (Antonia) (Antonia's line)                                                                    | film                             | Belgique Pays-Bas                      | 1995  | Marleen Gorris (*)                                                                      | (Pays-Bas) | P.l. - Danielle (l.b.[réf. souhaitée]) - l'institutrice (l.) | [ 47 ]                       |
| Le Festin nu (Naked Lunch)                                                                                          | film                             | Canada Japon                           | 1991  | David Cronenberg                                                                        | H (Canada Japon Royaume-Uni) basé sur des faits réels | - Yves Cloquet (gay)[réf. souhaitée] - Han (gay)[réf. souhaitée] | [ 48 ]                       |
| Skin Gang (Skin Flick)                                                                                              |                                  | Canada Japon                           | 1999  |                                                                                         | | |                              |
| Embrassez qui vous voudrez                                                                                          | film                             | France Italie                          | 2002  | Michel Blanc                                                                            | | P.b-m.g. - Bertrand Lannier (bisexuel[réf. souhaitée]) (Jacques Dutronc) - Rena/Nanou (gay[réf. souhaitée], éphèbe androgyne, amant de Bertrand) | (cf. fr.wp)                  |
| Dernière sortie pour Brooklyn (Letzte Ausfahrt Brooklyn ou Last Exit to Brooklyn)                                   | film                             | États-Unis Allemagne de l'Est          | 1989  | Uli Edel                                                                                | H (Allemagne) découverte de son homosexualité ; homophobie ; discrimination envers les LGBT+ ; personnage LGBT+ ayant une fin tragique                                                 | P.g.b-m.q.i S.g.q. - Harry Black (relation bisexuel masculine avec Regina androgyne, tentative de viol sur un adolescent) - Regina (dandy androgyne) - show de travestis - Georgette (travesti, vie sexuelle libre) - jeune voyou (relation gay avec Georgette)              | (cf. fr.wp)[réf. souhaitée]  |
| Coup de peigne (Blow Dry)                                                                                           | film                             | États-Unis Allemagne                   | 2001  | Paddy Breathnach                                                                        | (Royaume-Uni) LGBTI+ ayant un destin tragique | P.l.b-f. - Shelley (lesbienne, ex-épouse de Phil) - Sandra (lesbienne) | (cf. fr.wp),                 |
| Folles Funérailles (Eulogy)                                                                                         | film                             | États-Unis Allemagne                   | 2004  | Michael Clancy                                                                          | (États-Unis) | | [réf. souhaitée]             |
| Albert Nobbs | film                             | Irlande                                | 2011  | Rodrigo García                                                                          | H | P.travestissement. - Albert Nobbs (femme travestie pour des raisons professionnelles) - Hubert (femme travesti) | (cf. fr.wp)                  |
| Départ (Departure)                                                                                                  | film                             | France                                 | 2015  | Andrew Steggall                                                                         | H adolescent - découverte de son homosexualité par un personnage - récit initiatique                                                                                                   | P.g. (Elliot) | (cf. fr.wp)                  |
| Love (et ses petits désastres) (Love and Other Disasters)                                                           | film                             | France                                 | 2006  | Alek Keshishian                                                                         | (Royaume-Uni France) homosexuel dans le placard - VIH-SIDA | P.g. S.g.l.[réf. souhaitée] - Peter (gay) - David Williams (gay) | (cf. fr.wp)                  |
| Les Poupées russes                                                                                                  | film                             | France                                 | 2005  | Cédric Klapisch                                                                         | | | [réf. souhaitée]             |
| Room to Rent |                                  | France                                 | 2000  |                                                                                         | | |                              |
| Across the Universe (TQ : À travers l'univers)                                                                      | film                             | États-Unis                             | 2007  | Julie Taymor                                                                            | | S.l. (Prudence) | [réf. souhaitée]             |
| Barry Lyndon | film                             | États-Unis                             | 1975  | Stanley Kubrick                                                                         | | S.g. - deux officiers anglais (relation gay) | (cf. fr.wp)                  |
| Delphinium: A Childhood Portrait of Derek Jarman (en)                                                               | court métrage                    | États-Unis                             | 2009  | Matthew Mishory (dir.)                                                                  | | P.g.[réf. souhaitée] | (cf. en.wp)                  |
| Destricted | film 7 courts métrages           | États-Unis                             | 2005  |                                                                                         | | | (cf. fr.wp)[réf. souhaitée]  |
| The Hours (TQ : Les Heures)                                                                                         | film                             | États-Unis                             | 2002  | Stephen Daldry                                                                          | H (États-Unis Royaume-Uni) VIH-SIDA[réf. souhaitée] | P.l. S.g.[réf. souhaitée] - Clarissa Vaughan en couple avec Sally (lesbienne) - Richard Brown (gay implicite, atteint du sida)[réf. souhaitée] | (cf. fr.wp)                  |
| Midnight Express | film                             | États-Unis                             | 1978  | Alan Parker                                                                             | basé sur des faites réel - viol homosexuel - homosexualité censurée | S.g. - gardiens (relation gay) - compagnon de cellule (relation gay) | (cf. fr.wp)                  |
| Norma Jean & Marilyn                                                                                                | téléfilm                         | États-Unis                             | 1996  | Tim Fywell (dir.)                                                                       | | |                              |
| Other Voices, Other Rooms                                                                                           | film                             | États-Unis                             | 1995  |                                                                                         | | |                              |
| Post Cards from America                                                                                             |                                  | États-Unis                             | 1994  |                                                                                         | | |                              |
| The Rocky Horror Picture Show                                                                                       | film                             | États-Unis                             | 1975  | Jim Sharman                                                                             | H (Royaume-Uni) mariage - culture queer | P.travestissement.g. S.b-m.g. - Dr Frank-N-Furter (travestissement queer, gay) - Rocky (créé par Frank à des fins purement sexuelles ; bisexuel[réf. souhaitée]) - Eddie (ancien amant du scientifique ; gay)                                                                | (cf. fr.wp)                  |
| Splendeur (Splendor)                                                                                                | film                             | États-Unis                             | 1999  | Gregg Araki (*)                                                                         | | | [réf. souhaitée]             |
| Victor Victoria | film                             | États-Unis                             | 1982  | Blake Edwards                                                                           | H (États-Unis Royaume-Uni ) (Idem pour Viktor und Viktoria et Georges et Georgette) | P.travestissement. S.g. - Victoria Grant (travestissement de scène) - Carroll Todd dit Toddy (gay) - King Marchand (attirance gay, d'une femme travesti en homme) - garde du corps de King (tombe amoureux de Toddy, gay)                                                    | (cf. fr.wp)                  |
| La Vie privée de Sherlock Holmes (The Private Life of Sherlock Holmes)                                              | film                             | États-Unis                             | 1970  | Billy Wilder                                                                            | usurpation d'identité d'orientation sexuel | P.g. S.g.[réf. souhaitée] - Sherlock Holmes et le docteur Watson (se font passer pour un couple gay) - danseurs de ballets (gay)[réf. souhaitée] | (cf. fr.wp)                  |
| The Walker | film                             | États-Unis                             | 2007  | Paul Schrader                                                                           | (États-Unis)[réf. souhaitée] | | [réf. souhaitée]             |
| Crash | film                             | Canada                                 | 1996  | David Cronenberg                                                                        | H (Royaume-Uni Canada) | P.l[réf. nécessaire].b-m.[réf. souhaitée] - James Ballard (bisexuel[réf. souhaitée]) - Vaughan (bisexuel[réf. souhaitée]) | (cf. fr.wp)                  |
| Un soupçon de rose (Touch of Pink)                                                                                  | film                             | Canada                                 | 2004  | Ian Iqbal Rashid                                                                        | H (Canada Royaume-Uni) homosexualité dissimulé et dans le placard - LGBTI+ appartenant à d'autre minorité - coming-out - préjugé et discrimination à l'égard des LGBT+                 | P.g. S.g. - Alim et Giles (couple gay) - Khaled (gay) - autre homme (gay) | (cf. fr.wp)                  |
| La Vérité nue (Where the Truth Lies)                                                                                | film                             | Canada                                 | 2005  | Atom Egoyan                                                                             | (Canada Royaume-Uni) chantage autour de pratique LGBT - viol LGBT | P.l.b-f.g. - Karen (coucher avec une autre femme sous l'emprise de drogue) - Vince (gay) | [ 58 ]                       |
| Glue | film                             | Argentine                              | 2006  | Alexis Dos Santos                                                                       | H | bisexualité masculine |                              |
| The World Unseen | film                             | Afrique du Sud                         | 2007  | Shamim Sarif                                                                            | H (Afrique du Sud) | P.l. (Amina et Miriam) | (cf. fr.wp)                  |
| Scott Pilgrim (TQ : Scott Pilgrim contre le monde)                                                                  | film                             | Canada États-Unis Japon                | 2010  | Edgar Wright                                                                            | | S.g. - Wallace (gay) colocataire de Scott Pilgrim | [ 60 ]                       |
| Rimbaud Verlaine (Total Eclipse)                                                                                    | film                             | France Belgique Italie                 | 1995  | Agnieszka Holland                                                                       | H (France Belgique Royaume-Uni) biographique | P.g.b-m. - Rimbaud (gay) (Leonardo DiCaprio) - Verlaine (bisexuel, maintient des liens avec sa femme) (David Thewlis) | (cf. fr.wp)                  |
| Be Like Others (en) (Transsexual in Iran)                                                                           | film documentaire                | Iran Canada États-Unis                 | 2008  | Tanaz Eshaghian                                                                         | H ; documentaire | transidentité |                              |
| Cowboys & Angels | film                             | Allemagne Irlande                      | 2003  | David Gleeson (dir.)                                                                    | | P.g.[réf. souhaitée] | (cf. en.wp)                  |
| Les Nuits fauves | film                             | Italie France                          | 1992  | Cyril Collard (*)                                                                       | H (France) VIH-SIDA SM[réf. souhaitée] - ménage à trois[réf. souhaitée] | P.g.b-m. S.g.[réf. souhaitée] - Jean (bisexuel) (Cyril Collard) - Samy (relation gay) | (cf. fr.wp)                  |
| Ma vie en rose | film                             | Belgique France                        | 1997  | Alain Berliner                                                                          | T (Belgique) enfants | P.transidentité. (Ludovic) | (cf. fr.wp)                  |
| L’Escalier (Staircase)                                                                                              | film                             | France États-Unis                      | 1969  | Stanley Donen                                                                           | H (Royaume-Uni) | P.g. (Charlie et Harry) | (cf. fr.wp)                  |
| L'Hôtel New Hampshire (The Hotel New Hampshire)                                                                     | film                             | Canada États-Unis                      | 1984  | Tony Richardson                                                                         | (États-Unis Canada Royaume-Uni) (inceste - viol collectif)[réf. souhaitée] | lesbianisme - bisexualité[réf. souhaitée] | (cf. fr.wp)[réf. souhaitée]  |
| Wild Side | film                             | France Belgique                        | 2004  | Sébastien Lifshitz                                                                      | H T (France) (Teddy Award) prostitution LGBT | P.transidentité.travestissement.g.[réf. souhaitée] - Stéphanie (Trans HvF, trio) - Mikhaïl (trio) - Djamel (trio) | (cf. fr.wp)                  |
| Princesa (en) | film                             | France Italie Espagne Allemagne        | 2001  | Henrique Goldman (dir.)                                                                 | H | transidentité |                              |
| The Happy Prince | film                             | Italie Belgique Allemagne              | 2018  | Rupert Everett                                                                          | H (Allemagne Belgique Italie Royaume-Uni) biographique | P.g.[réf. souhaitée] | (cf. fr.wp)                  |
| Adorable Julia | film                             | Hongrie Canada États-Unis              | 2004  | István Szabó                                                                            | | | [réf. souhaitée]             |

### Angleterre
| Titre (1)                                                     | Support (2) | Autre(s) origine(s)    | Année | réalisateur⋅trice & commentaire (3) | Catégorie-thème LGBT (4)                                                                                        | personnage(s) (5)                                                                            | Source (6)                  |
| ------------------------------------------------------------- | ----------- | ---------------------- | ----- | ----------------------------------- | --- | -------------------------------------------------------------------------------------------- | --------------------------- |
| Caligula                                                      | film        | Italie États-Unis      | 1979  | Tinto Brass                         | (Italie Royaume-Uni)                                                                                            | P.b. S.g.l. - scènes lesbiennes entre Messaline et Agrippine                                 | (cf. fr.wp)[réf. souhaitée] |
| Vies brûlées (Plata quemada)                                  | film        | France Espagne Uruguay | 2000  | Marcelo Piñeyro                     | H (Argentine Uruguay) censuré                                                                                   | P.g. (Néné et Ángel)                                                                         | (cf. fr.wp)                 |
| Glue                                                          | film        | Royaume-Uni            | 2006  | Alexis Dos Santos                   | H | bisexualité masculine                                                                        |                             |
| Tan de repente (Tout à coup) (titre international : Suddenly) | film        | Pays-Bas               | 2002  | Diego Lerman                        | H (Argentine)                                                                                                   | P.l. (Mao et Lenin)                                                                          | (cf. fr.wp)                 |
| La León                                                       | film        | France                 | 2007  | Santiago Otheguy                    | H (Argentine) (Teddy Award)                                                                                     | P.g. S.g. - Alvaro (gay) - plaisanciers (gay) - El Turu (gay)                                | (cf. fr.wp)                 |
| Ronde de nuit (Ronda nocturna)                                | film        | France                 | 2005  | Edgardo Cozarinsky                  | (France Argentine) Adolescence (prostitution masculine)                                                         | P.g.b-m. S.g. - Victor (relation gay, bisexuel) - divers personnes croisées par Victor (gay) | ,                           |
| Another Love Story (Otra Historia de Amor)                    |             |                        | 1986  |                                     | |                                                                                              |                             |
| Apariencias (en) (Appearances)                                | film        |                        | 2000  | Alberto Lecchi                      | | P.g.b.[réf. souhaitée]                                                                       | (cf. en.wp)[réf. souhaitée] |
| Atrapadas (Condemned to Hell)                                 | film        |                        | 1984  | Aníbal Di Salvo                     | H |                                                                                              |                             |
| Le Dernier Été de la Boyita (El último verano de la Boyita)   | film        |                        | 2009  | Julia Solomonoff                    | découverte et acceptation de son identité de genre ; LGBT à l'adolescence (Androgynie-intersexe-hermaphrodisme) | P.i. - Mario (pseudohermaphrodite)                                                           | (cf. fr.wp)                 |
| Moi, la pire de toutes (Yo, la peor de todas)                 | film        |                        | 1990  | María Luisa Bemberg                 | H lesbien[réf. souhaitée]                                                                                       |                                                                                              | (cf. fr.wp)[réf. souhaitée] |
| Otra Historia de Amor                                         |             |                        | 1986  |                                     | |                                                                                              |                             |
| Plan B                                                        | film        |                        | 2009  | Marco Berger                        | H (Argentine) découverte de sa propre homosexualité                                                             | P.b-m. - Pablo et Bruno (bisexuel, gay)                                                      | (cf. fr.wp)                 |
| Le Protégé (El protegido)                                     | film        |                        | 1956  | Leopoldo Torre Nilsson              | (Argentine)[réf. souhaitée] discrimination (diffamation) - chantage sur des personnes LGBT[réf. souhaitée]      | P.g.[réf. souhaitée] - Vañasco (gay)[réf. souhaitée]                                         | (cf. fr.wp)[réf. souhaitée] |
| Une femme de personne (es) (Señora de nadie)                  | film        |                        | 1982  | María Luisa Bemberg                 | |                                                                                              | [réf. souhaitée]            |
| Un año sin amor                                               | film        |                        | 2005  | Anahí Berneri                       | H (Argentine) VIH-SIDA (BDSM) (Teddy Award)                                                                     | P.g. S.g. - Pablo Pérez (gay) - Martín (gay) - autres personnages (gay)                      | (cf. fr.wp)[réf. souhaitée] |
| XXY                                                           | film        |                        | 2007  | Lucía Puenzo                        | T (Argentine) adolescent                                                                                        | P.transidentité-hermaphrodisme. (Alex)                                                       | (cf. fr.wp)                 |
| Apartment Zero                                                | film        | Royaume-Uni            | 1989  | Martin Donovan                      | H[réf. souhaitée]                                                                                               | bisexualité[réf. souhaitée]                                                                  | (cf. en.wp)                 |
| My Last Round (en) Mi último round                            | film        | Chili                  | 2011  | Julio Jorquera                      | |                                                                                              |                             |